# Balkun (Čiovo)
Koordinati:   43°28′27″N, 16°11′53″E
Balkun je majhen nenaseljen otoček v Jadranskem morju. Pripada Hrvaški.
Otoček, na katerem stoji svetilnik, leži okoli 2 km jugozahodno od otoka Čiovo. Površina otočka je manjša od 0,01 km².
Iz pomorske karte je razvidno, da svetilnik oddaja svetlobni signal: R Bl 3s. Nazivni domet svetilnika je 3 milje.